# El Corcovado
El Corcovado är en ort i Argentina.   Den ligger i provinsen Chubut, i den sydvästra delen av landet, 1 500 km sydväst om huvudstaden Buenos Aires. El Corcovado ligger 444 meter över havet och antalet invånare är 1 820.
Terrängen runt El Corcovado är kuperad österut, men västerut är den bergig. Trakten runt El Corcovado är nära nog obefolkad, med mindre än två invånare per kvadratkilometer.. El Corcovado är det största samhället i trakten. 
I omgivningarna runt El Corcovado växer i huvudsak blandskog.